# 小玉 (马来西亚艺人)
小玉，（1982年10月26日—），英文名Natalie，出生于马来西亚吉隆坡，是一名马来西亚艺人，马来西亚电视台主持人，主持旅游节目《爱自游》荣获新加坡最佳旅游叙述奖。随后主持过多类节目如，纪录片、大型真人选秀节目、女性杂志性节目、综艺资讯节目、游戏节目、美食节目、国庆日现场直播、娱乐新闻现场直播等大大小小节目。在2012年荣获金视奖全国观众票选最受欢迎主持人。
除了主持，还是一位演员，参与多部电视剧、短片与电影的拍摄。

## 电视剧作品
- 2018年《春天花啦啦》
- 2019年《开餐吧！吃货小妹》
- 2020年《春天花花花啦啦！》
- 2020年《师出名门》
- 2021年《特派幸福》
- 2021年《终于找到你》
- 2024年《明星真人秀》
- 2025年 《明星真人秀2》

## 电视电影作品
- 2019年《春天花啦花啦啦！》

## 电影作品
- 2024年《扑克王者》

## 节目主持作品

### 八度空间电视节目(2005年至今)
- 旅游节目《爱自遊》[1] 第一季至第七季
- 旅游节目《Cuti-Cuti 1 Malaysia》
- 娱乐综艺节目《八八六十事》2008年至今
- 生活综艺节目《世通八达》2016年至2017年
- 真人选秀节目《终极天团》第一季至第二季
- 大型真人选秀节目《看见你的声音》第一季
- 大型真人选秀节目《看见你的声音》第二季
- 女性杂志性节目《夏娃记事本》
- 资讯类型节目《一行异业》
- 美食旅游节目《皇朝食代》
- 旅游节目《回家》
- 休闲资讯节目《同心•同在》
- 旅游节目《觅秘之境》
- 音乐交流综艺节目《最好的我们》
- 户外旅游节目《女行出游》第二季
- 美食节目《好吃》农历新年与国庆日特备
- 资讯节目《民知故闻》农历新年特备节目
- 农历新年前夕与国庆日特备等其他现场直播节目[2]

## 海外电视节目
- 台湾综艺外景游戏节目《综艺玩很大》2023年 (嘉宾主持)
- 台湾夜市摆摊生活为主题的实境综艺节目 《我们这一摊 第二季》2025年 (嘉宾)

## 参赛者
- 2004年Astro新秀大赛

## 奖项
| 年份   | 活動                     | 獎項                 | 结果 |
| 2019年 | 2019年第四届亚洲彩虹盛典 | 优秀娱乐节目女主持人 | 獲獎 |